# Saint-Sauveur-de-Peyre
Saint-Sauveur-de-Peyre is een plaats en voormalige gemeente in het Franse departement Lozère in de regio Occitanie. De plaats maakt deel uit van het arrondissement Mende.

## Geschiedenis
Op 1 januari 2017 fuseerde de gemeente met het aangrenzende Aumont-Aubrac en vier gemeenten in de omgeving tot de commune nouvelle Peyre-en-Aubrac.

## Geografie
De oppervlakte van Saint-Sauveur-de-Peyre bedraagt 26,8 km², de bevolkingsdichtheid is 9,4 inwoners per km².
De onderstaande kaart toont de ligging van Saint-Sauveur-de-Peyre met de belangrijkste infrastructuur en aangrenzende gemeenten.

## Demografie
Onderstaande figuur toont het verloop van het inwonertal.
Aumont-Aubrac · La Chaze-de-Peyre · Fau-de-Peyre · Javols · Sainte-Colombe-de-Peyre · Saint-Sauveur-de-Peyre